# کیلین، اسکاتلند
کیلین (به انگلیسی: Killin) یک روستا در بریتانیا است که در استیرلینگ واقع شده‌است. کیلین ۶۶۶ نفر جمعیت دارد.